# Wierch Niwka
Wierch Niwka (ukr. Верх Нивка, Werch Nywka, 1541 m n.p.m.) – szczyt w paśmie Arszycy, w północnej części Gorganów, które są częścią Beskidów Wschodnich. Szczyt ten znajduje się w 11−kilometrowym paśmie wierzchołków rozciągających się na południowy wschód od Gorganu Ilemskiego (1586 m n.p.m.).